# ゲオルク・コルベ
ゲオルク・コルベ（Georg Kolbe、1877年4月15日 - 1947年11月20日 ）はドイツの彫刻家である。

## 略歴
ノルトライン＝ヴェストファーレン州のビーレフェルトに生まれた。兄に建築家になったルドルフ・コルベ(Rudolf Kolbe:1873-1947)がいた。
ドレスデン美術アカデミーやミュンヘン美術院で絵を学んだ後、1897年からパリでアカデミー・ジュリアンでも学んだ。1898年から1901年の間、ローマに滞在し、ベルリン生まれの彫刻家、テュアイヨン(Louis Tuaillon:1862-1919)に彫刻を学んだ。1901年にオランダの女性と結婚し、1902年に妻とライプツィヒに移った。
1904年にベルリンに移り、ドイツ芸術家協会( Deutscher Künstlerbund.)の Villa-Romana-Preisを受賞した。1905年に「ベルリン分離派」のメンバーとなり、「ベルリン分離派」の事務局を務めた美術商のパウル・カッシーラーと親しくなった。1909年にはフランスのサロン・ドートンヌに出展し、その折ムードンで暮らしていたオーギュスト・ロダンを訪ねた。1911年にマックス・リーバーマンが辞めた後の「ベルリン分離派」の会長を務めた。1913年から分離派が分裂した後「自由分離派」(Freie Secession)に属した。
第一次世界大戦中は軍用車両ドライバーとして動員された後、知り合いの外交官の厚意で、ドイツの同盟国だったトルコに滞在し、記念碑の仕事もした。
1919年にベルリンへに戻り、その年、ベルリン芸術アカデミーの会員となった。 1921年までベルリン自由分離派の会長を務め、カッシーラーの画廊で開かれた「表現主義」の展覧会を開いた。世界的に有名な彫刻家となり、ナチスが政権を取った後も、ナチスには必ずしも協力的ではなかったが、多くの記念碑の注文を受け製作した。1936年にフランクフルト・アム・マインのゲーテ賞（Der Goethepreis der Stadt Frankfurt am Main)を受賞した。1944年のドイツ国民啓蒙・宣伝省が作成した、「重要芸術家リスト」(Gottbegnadeten list)に登録されていた,。
1930年代の後半に、健康を害し1939年に癌の手術も受けた。1939年にはスペインの独裁者、フランコ将軍の胸像を製作した。1947年にベルリンで亡くなった。

## 作品

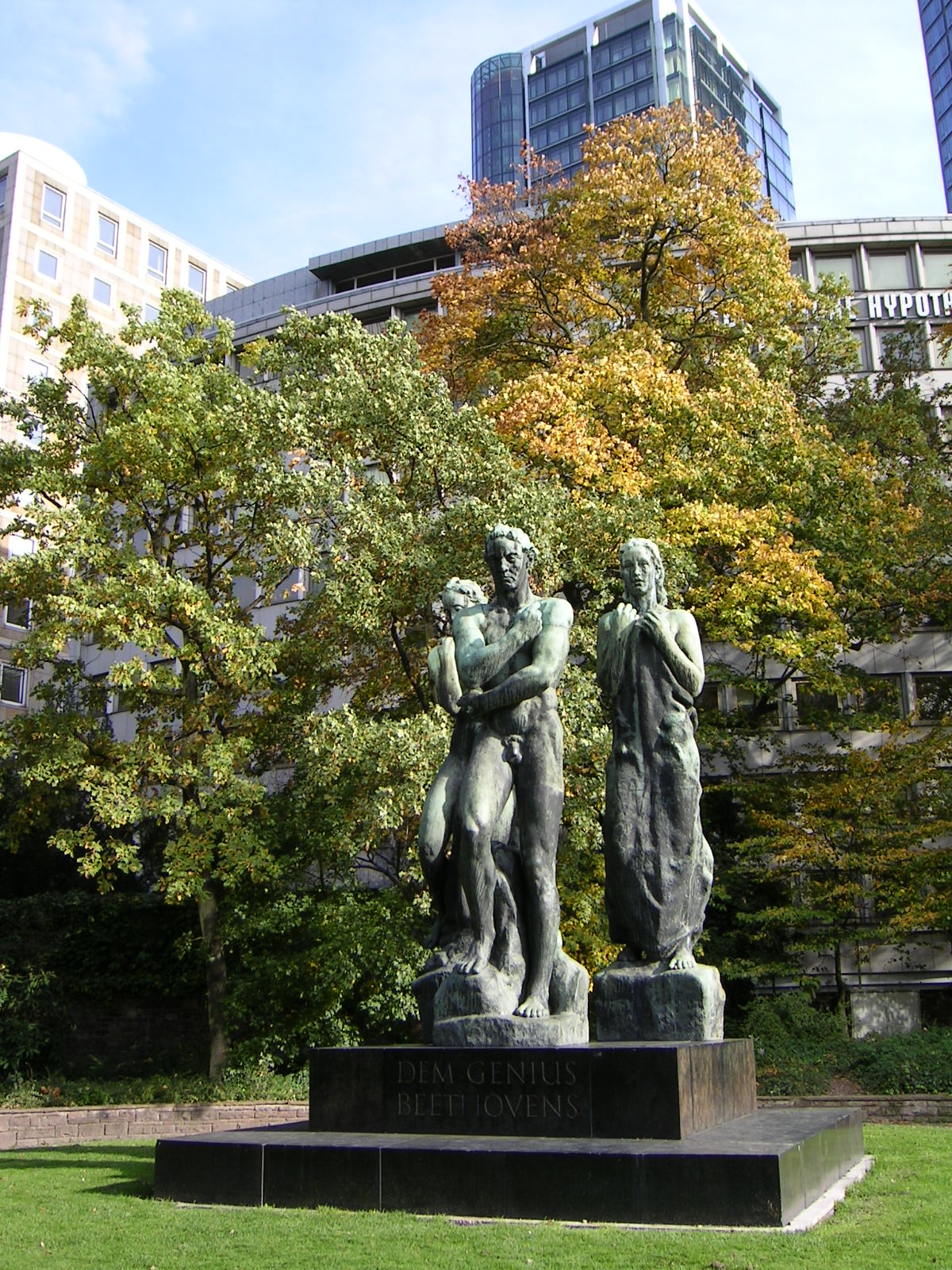
ベートーベンの顕彰像
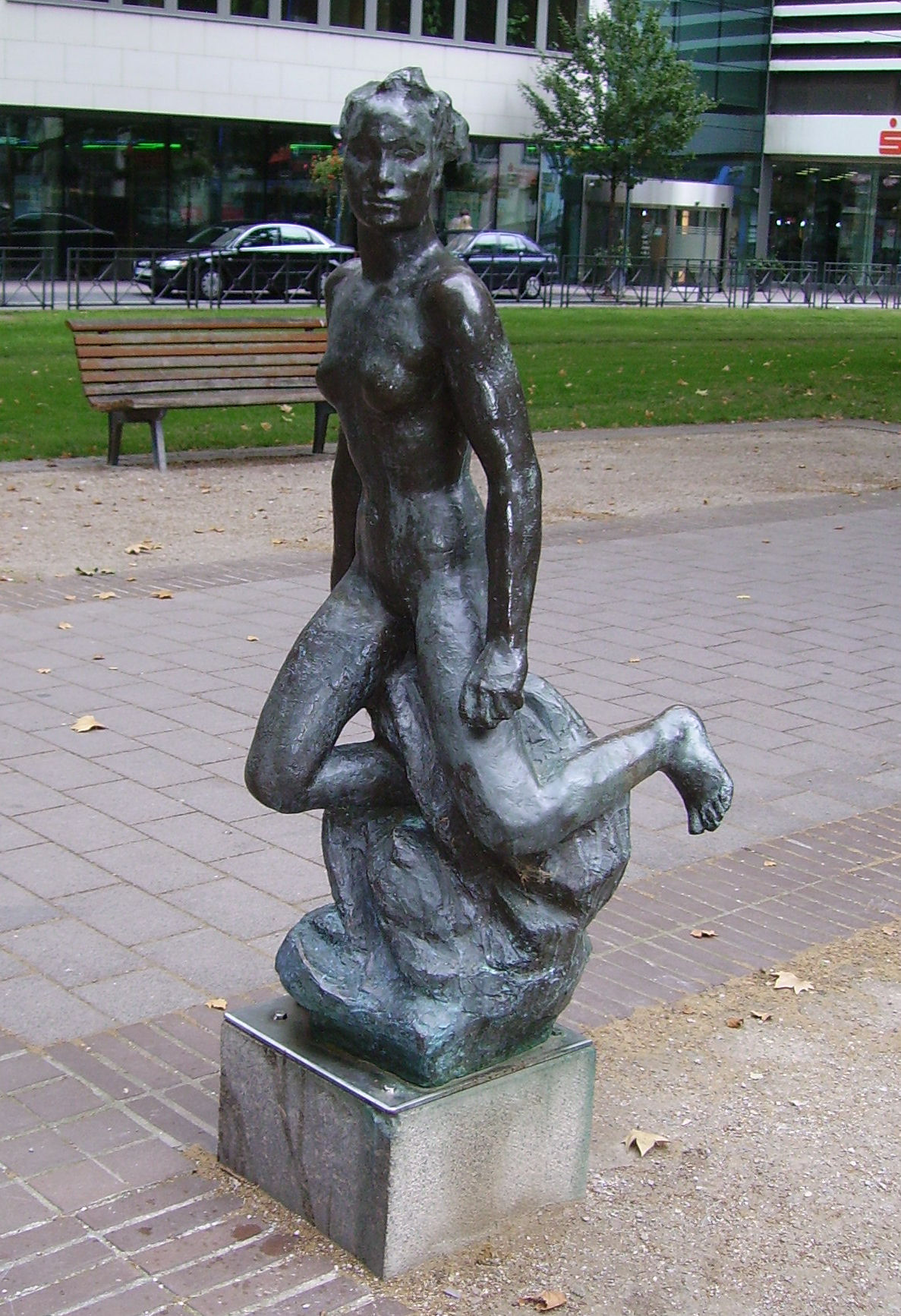
Fliegender Genius
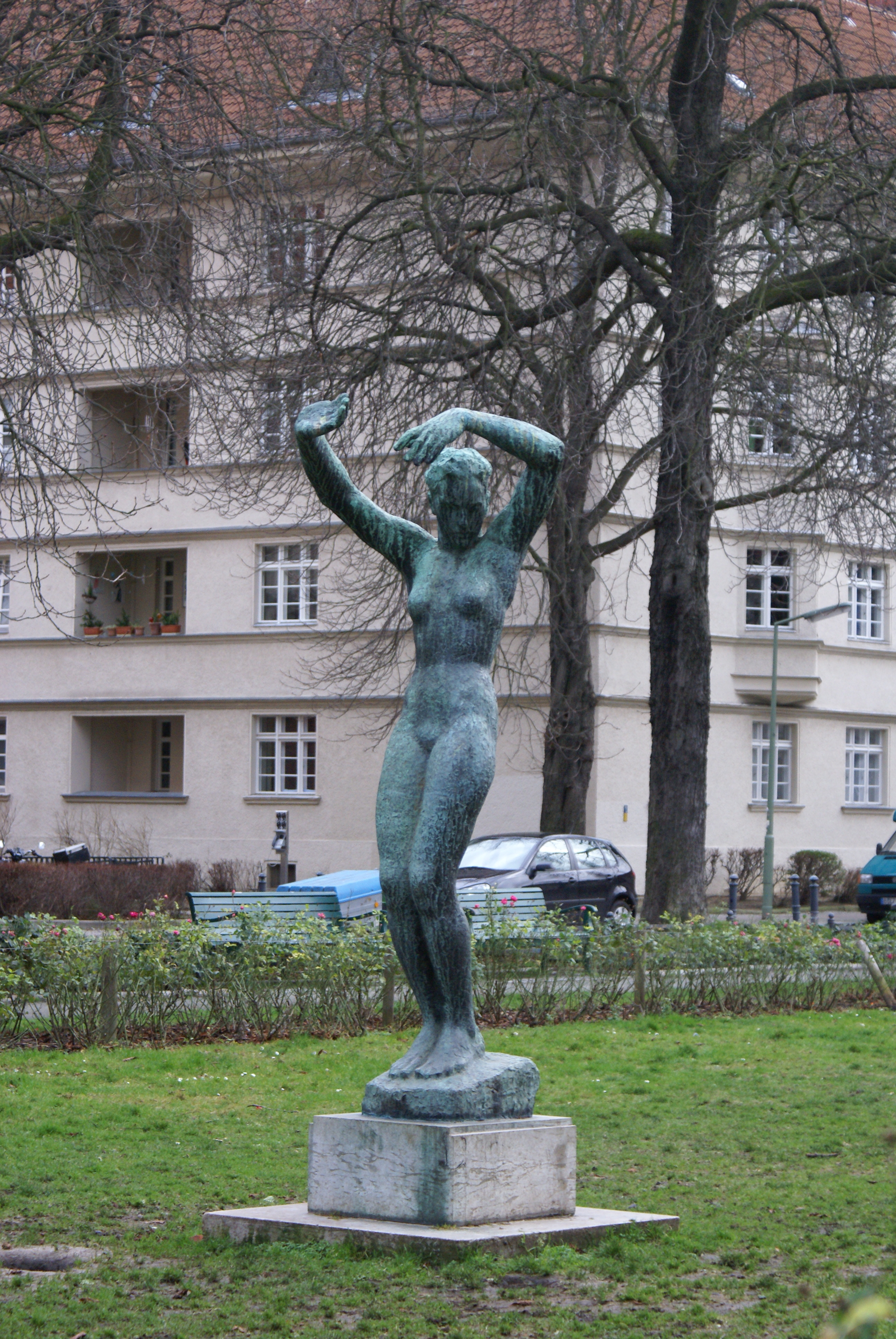
朝
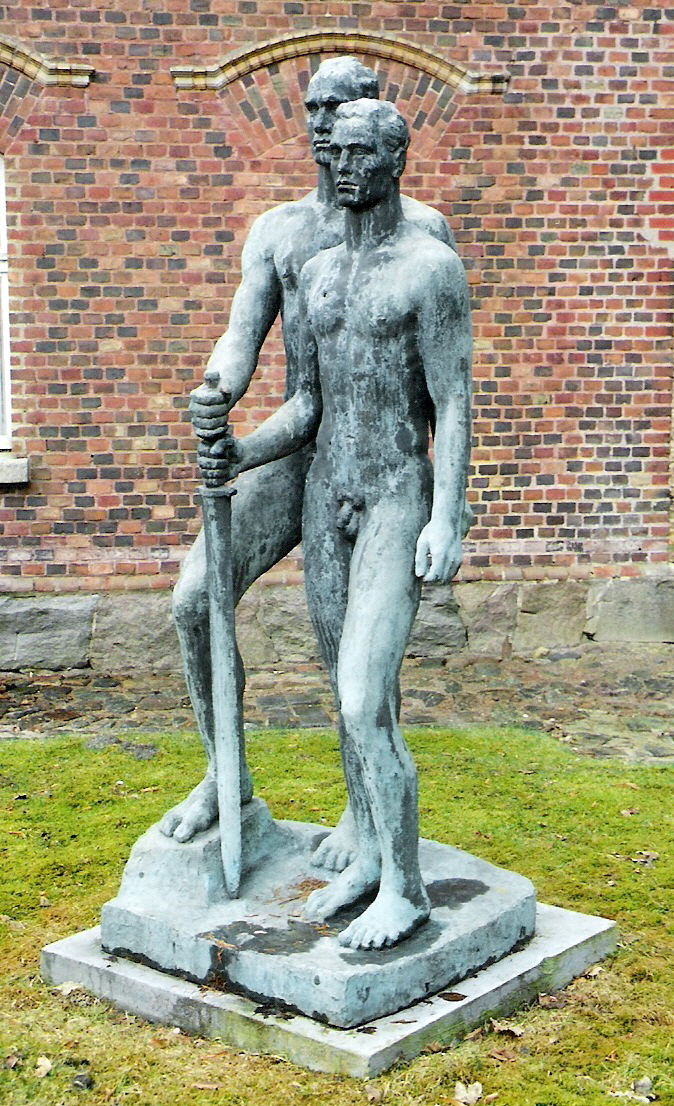
シュトラールズントの戦争記念館の彫刻、(1934年)
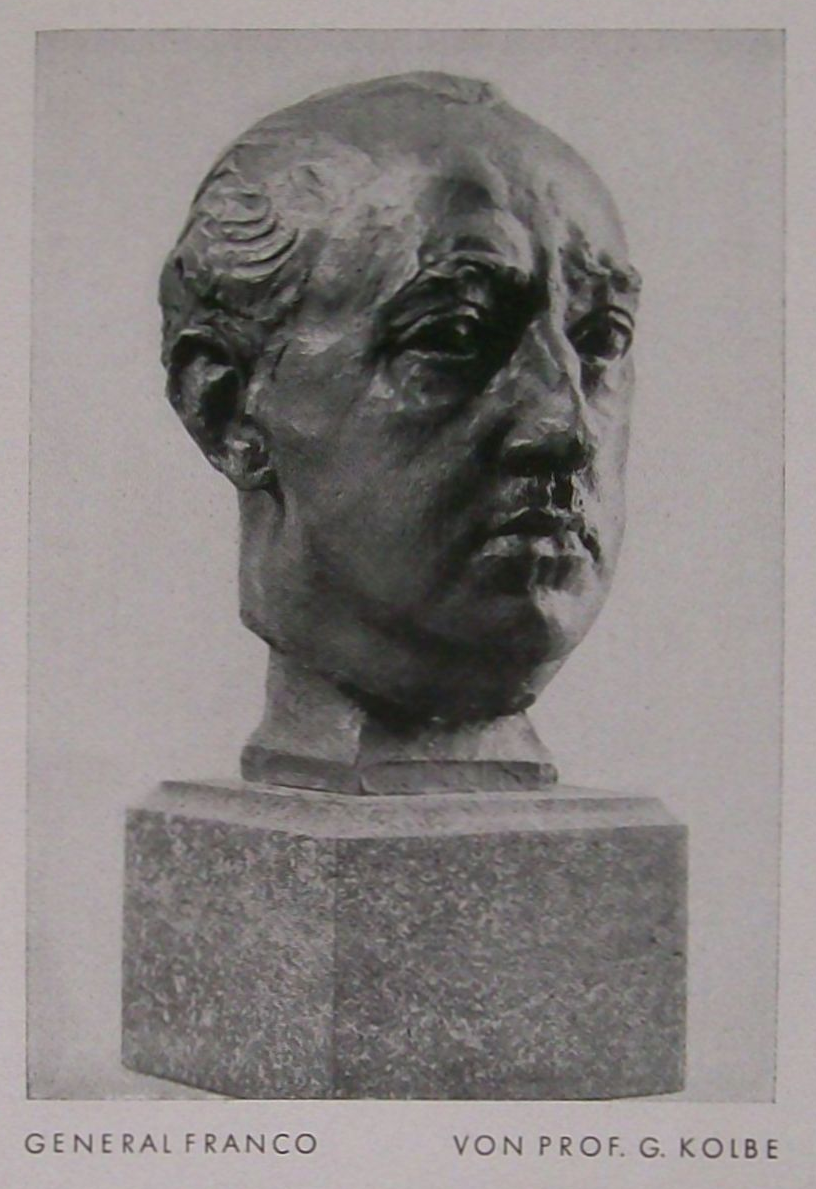
1937年のフランコ将軍の像